# 中央町 (磐田市)
中央町（ちゅうおうちょう）は、磐田市の地名。郵便番号は438-0078（磐田郵便局管内）。

## 交通（周辺の主要道路）
- 遠鉄バス
- 秋葉バスサービス
- 磐田市デマンド型乗合タクシー「お助け号」磐田中央線が町内全域をカバーしている。なお、利用には利用登録を行い乗車前に電話での事前予約が必要。また、65歳以上または障害者手帳等所持者とその介助者のみ利用可能。日祝日と年末年始は運休。
- ジュビロード

## 施設

### 町内施設
- ワークピア磐田
- 中央町自治会館
- 磐田税務署

### 学校
- 磐田市立磐田第一中学校
- 磐田市立磐田中部小学校
- 静岡県立磐田南高等学校
- 静岡県立磐田農業高等学校

## 史跡
- 遠江国分寺（現在は国分寺跡公園になっている）
- 遠江国分尼寺（現在は住宅地になっている）
- 府八幡宮

## 町内の主な行事
- 府八幡宮祭典（中央町は宮本で祭りに出ている）
- 見付祇園祭（中泉地区では中央町のみ・堺町で出ている）
- 国分寺祭り
- 見付天神裸祭り【国指定重要無形民俗文化財】（中泉地区では中央町のみ・堺町で出ている）
- 静岡県総合防災訓練（中央町では、防災倉庫の点検や、搬送方法・非常食の炊き出し等の訓練を行っている）
- 防災訓練（学校や消防署・消防団と連携し、磐田市立磐田第一中学校に避難し、かこには、仮設トイレの設置や、トリアージのビデオを鑑賞したりする）